# دمسرخو
دمسرخو، مدينة سورية، وهي من أقدم المناطق الساحلية في سوريا، تعد واجهة ريف شمالي اللاذقية على المدينة، وأصبحت ضمن التنظيم العمراني لمدينة اللاذقية وتبعد عن مركز المدينة حوالي 2 كم.

## الاسم
اختلف في أصل اسم «دمسرخو»، فقيل إنه اسم فينيقي، ووفقًا للباحث جبرائيل سعادة يتكون الاسم من ثلاثة مقاطع، هي «دم» و «سر» و«خو»، ويعني المقطع الأول «إكسير الحياة»، ويعني المقطع الثاني «السري» أو «السيد عالي المقام»، في حين يعني المقطع الثالث «الحماية والصيانة». أما برأي مختصين آخرين، تأتي التسمية من كلمة «يرخو» البابلية والكلدانية والتي تعني القمر، وهذا المعنى يشير بذلك إلى معابد القمر القديمة في المنطقة عمومًا. وينفي الباحثون الحكاية الشائعة عن ارتباط تسمية دمسرخو بالصراخ عند مشاهدة الدماء معتبرين إياها حكاية شعبية دونما أساس تاريخي.
ويذكر اسم دمسرخو للمرة الأولى في الوثائق التاريخية تحت اسم أراضي سركو الخصيبة وذلك في مخطوطة «عبد الله العاملي» والذي كان كاتبًا لدى السلطان العثماني سليم الأول، ويأتي هذا الذكر ضمن رحلة الأخير لقرى الساحل السوري الممتدة من أنطاليا شمالًا إلى طرابلس جنوبًا.

## آثارها
تحوي المنطقة العديد من الأوابد الأثرية التي تعود للفينيقين الذين سكنوا المنطقة منذ الألف الثالث قبل الميلاد.

## طبيعتها
تشتهر بزراعة الليمون والسياحة والصيد. ويقام طقس سنوي فيها وهي زيارة مدفن الحسن بن أم هانئ ابن أخت الإمام علي بن أبي طالب وأمه بنت عم رسول الله، حيث يقوم أهلها بزيارة الضريح مرتين في العام ويذبحون الذبائح والقرابين، إضافة لارتباط القرية بمدينة اللاذقية حديثًا وارتباطها بمدينة رأس شمرا الأثرية تاريخيًا مما يعطيها مكانة قديمة ومميزة في تاريخ المنطقة.

## منشآتها
أقيمت كل المدينة الرياضية على أرض تابعة لدمسرخو بشكل تام.